# Paul Belien
Paul Belien (né en 1959) est un journaliste flamand et un éditeur du blog conservateur The Brussels Journal.

## Biographie
Belien est à la fois connu comme un auteur et un écrivain prolifique et pro-américain. Belien a écrit dans de nombreux journaux tels que The Wall Street Journal, The Independent, 't Pallieterke, Gazet van Antwerpen, Trends (équivalent flamand du journal Trends-Tendances) ou The American Conservative. Il plaide pour l'indépendance de la Flandre, le libre-échange et soutient le mouvement pro-vie, qui est opposé au droit à l'avortement. Belien s'oppose fortement à l'immigration en Europe par les fondamentalistes musulmans. Il fut éditorialiste du magazine conservateur Nucleus. 
Belien est marié à Alexandra Colen, qui est membre du Parlement fédéral belge pour le parti du Vlaams Belang. Tous leurs enfants sont scolarisés à la maison.
En 2011, il est notamment l'un des principaux conseillers de Geert Wilders.
Selon les journaux Het Belang van Limburg et Gazet van Antwerpen, des passages publiés sur le blog de Paul Belien se retrouveraient dans le manifeste d'Anders Behring Breivik 2083 A European Declaration of Independence.